# Троянда в раю
«Троянда в раю» (фр. Une rose au paradis) — науково-фантастичний роман Рене Баржавеля, що вийшов у 1981 році.
Автор переносить у сучасну епоху біблейську історію про потоп. У цій у буквальному сенсі цього слова утопічній ситуації (поза місцем і часом) автор виводить різних персонажів, у невизначеній кількості, про яких майже нічого не відоме. Оскільки деякі з них народилися в підземному сховищі, роман місцями також може уявлятися сучасним прочитанням міфу про печеру.

## Сюжет
Дехто пан Же (Monsieur Gé, він представляє архетип багатого і впливового чоловіка) має стати новим «Ноєм». Річ у тім, що він задумав підземне сховище, регульоване суперкомп'ютером, де зберуться всі представники тваринного і рослинного світу і де п'ятеро людей зможуть вести автономне існування завдяки замкненій системі поновлення повітря, одягу і продуктів харчування.
Пан Же готує вибух всіх У-бомб (bombes U, скорочення від universelle), які мають знищити все живе. Надалі він задумує знову залюднити Землю, для чого Же віддалиться у підземне сховище разом з молодою парою, яких зовуть Анрі й Люсі Жона́ (Henri et Lucie Jonas), Люсі вагітна близнюками на ім'я Жим і Жиф (Jim et Jif). Цим дітям призначено стати новими Адамом і Євою і знову заселити Землю, коли можна буде залишити сховище. За рахунками пана Же, досить вичекати 20 років під землею, щоб рівень радіації на поверхні впав до безпечного. Проте, вихідні дані комп'ютера виявляються зміненими внаслідок приходу ще одного персонажа…

## Бомба
У-бомба (la bombe universelle, bombu), що незримо присутня протягом розповіді, чітко відсилає до страху перед атомною бомбою під час холодної війни. Очевидно, що бомби такого типу мають всі держави: завдяки простоті їх виготовлення. З'ясовується, що вибух однієї з бомб має викликати детонацію інших. Пан Же вирішує підірвати наявні бомби, перш ніж їхня кількість стане достатньою, щоб повністю знищити планету.